# سیارک ۹۴۲۵
سیارک ۹۴۲۵ (به انگلیسی: 9425 Marconcini، نامگذاری:1996CM7) نه هزار و چهارصد و بیست و پنجمین سیارک کشف شده‌است که در ۱۴ فوریه ۱۹۹۶ کشف شد.
قدر مطلق سیارک برابر ۱۳٫۹۰ است.